# Synagoga w Kargowej
Synagoga w Kargowej – synagoga znajdująca się w Kargowej przy ulicy Dworcowej 17.
Synagoga została zbudowana w 1843 roku. W latach 30. XX wieku po dojściu do władzy NSDAP, gmina żydowska sprzedała synagogę pewnemu Niemcowi, co uchroniło ją od całkowitego zniszczenia podczas nocy kryształowej i II wojny światowej. W latach 80. ówczesne władze miasta wyraziły zgodę na przebudowę synagogi na mieszkania.
Murowany budynek synagogi wzniesiono na planie litery T. Część frontowa jest wyższa od korpusu głównego budynku.